# Tiberio Sempronio Longo (console 194 a.C.)
Tiberio Sempronio Longo (latino: Tiberius Sempronius Longus) (... – 174 a.C.) è stato un politico romano.

## Biografia
Figlio del console omonimo, sconfitto da Annibale nel 218 a.C., sostituì il padre come decemviro sacris faciundis nel 210 a.C. e nello stesso anno divenne anche augure (al posto di Tito Otacilio Crasso) e tribuno della plebe.
Nel 197 a.C. fu edile curule fu scelto come triumviro per la fondazione di nuove colonie a Puteoli, a Buxentum ed in altre località. Nel 196 a.C. fu pretore in Sardegna e mantenne la carica per un biennio.
Nel 194 a.C. fu eletto console con Publio Cornelio Scipione Africano; durante il consolato svolse anche la funzione di triumviro per seguire la fondazione delle colonie che aveva già stabilito nel 197 a.C.. Combatté anche contro i Galli Boi, ma senza riportare vittorie definitive.
L'anno seguente (193 a.C.) fu legato sotto il console Lucio Cornelio Merula durante la campagna contro i Galli Boi; nel 191 a.C. fu legato sotto il console Manio Acilio Glabrione durante la campagna contro Antioco il Grande in Grecia.
Nel 184 a.C. si presentò candidato per la censura, ma fu sconfitto.
Morì nel 174 a.C. durante la grande pestilenza che colpì Roma.